# Cimmerius subantarcticus
Cimmerius subantarcticus är en kräftdjursart som beskrevs av Michel Ledoyer 1977. Cimmerius subantarcticus ingår i släktet Cimmerius och familjen Ceratocumatidae. Inga underarter finns listade i Catalogue of Life.